# Thallumetus acanthochirus
Thallumetus acanthochirus är en spindelart som beskrevs av Simon 1904. Thallumetus acanthochirus ingår i släktet Thallumetus och familjen kardarspindlar. Inga underarter finns listade i Catalogue of Life.